# Araeopteron calliscia
Araeopteron calliscia là một loài bướm đêm trong họ Erebidae.